# Vievo, Smolean
Vievo (în bulgară Виево) este un sat în comuna Smolean, regiunea Smolean,  Bulgaria. 

## Demografie
Componența etnică a satului Vievo
     Bulgari (95,75%)
     Nicio identificare (4,25%)
     Altele (0%)
La recensământul din 2011, populația satului Vievo era de 400 locuitori. Din punct de vedere etnic, majoritatea locuitorilor (95,75%) erau bulgari. Pentru 4,25% din locuitori nu este cunoscută apartenența etnică.